# Pol·linitzador

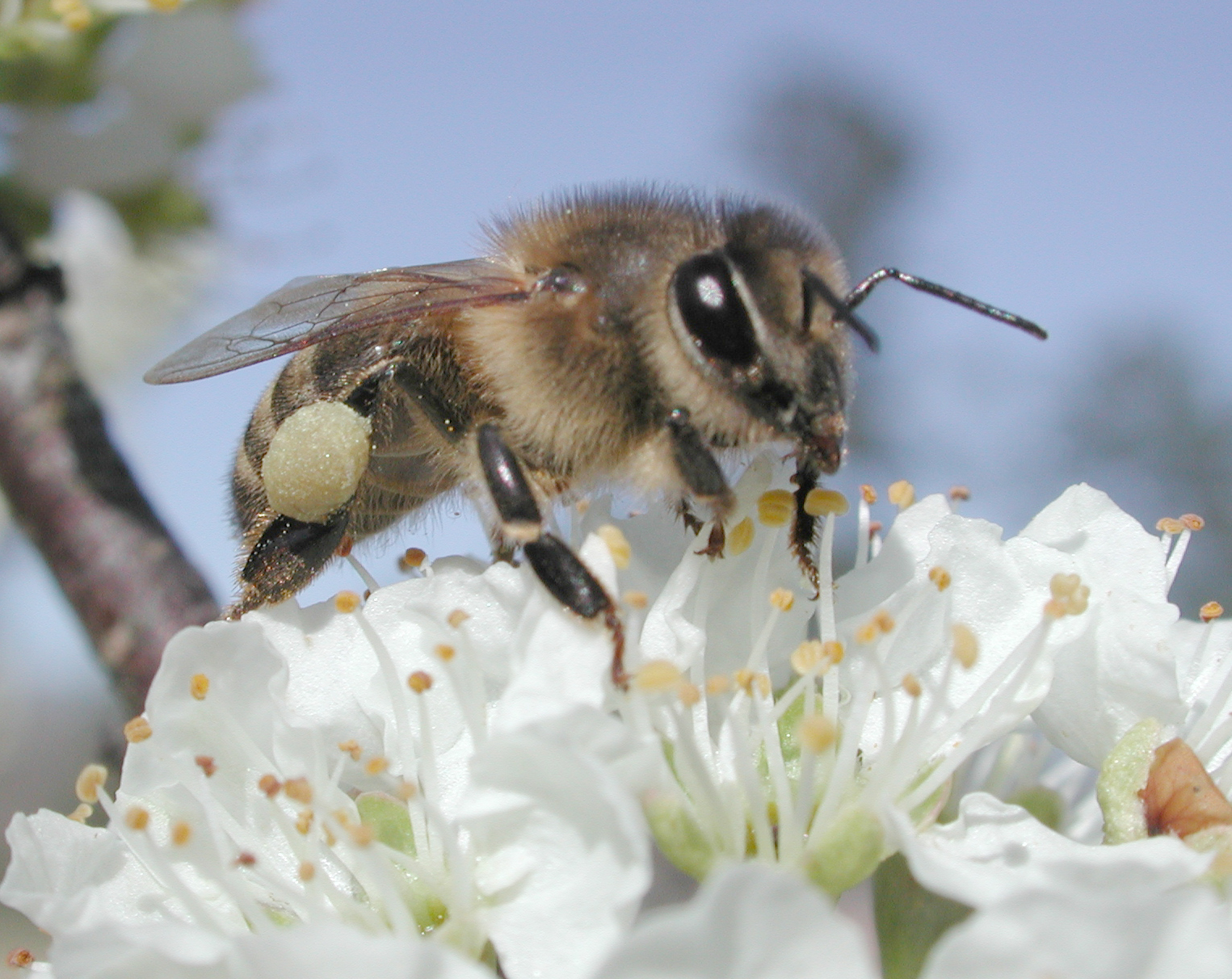
Abella Apis mellifera amb pol·len

Un pol·linitzador és un vector animal (agent biòtic) que trasllada pol·len de l'antera (òrgan masculí de la flor) a l'estigma (òrgan femení) permetent que s'efectuï la unió del gàmeta masculina en el gra de pol·len amb el gàmeta femení de l'òvul, procés conegut com a fertilització o singàmia.
La morfologia i estructura de les flors i altres parts de les plantes determinen el tipus de pol·linitzador que atrauen. Aquestes característiques són per exemple la mida total de la flor, la fondària i amplada de la corol·la, el color, incloent els patrons anomenats guies de nèctar, que són visibles només en la llum ultraviolada, l'olor, la quantitat de nèctar, etc. Per exemple els ocells visiten flors vermelles amb tubs llargs i estrets i amb molt de nèctar, però no són tan atrets per les flors amples amb molt de pol·len i poc nèctar els quals atrauen els coleòpters.

## Tipus de pol·linitzadors

### Àpids

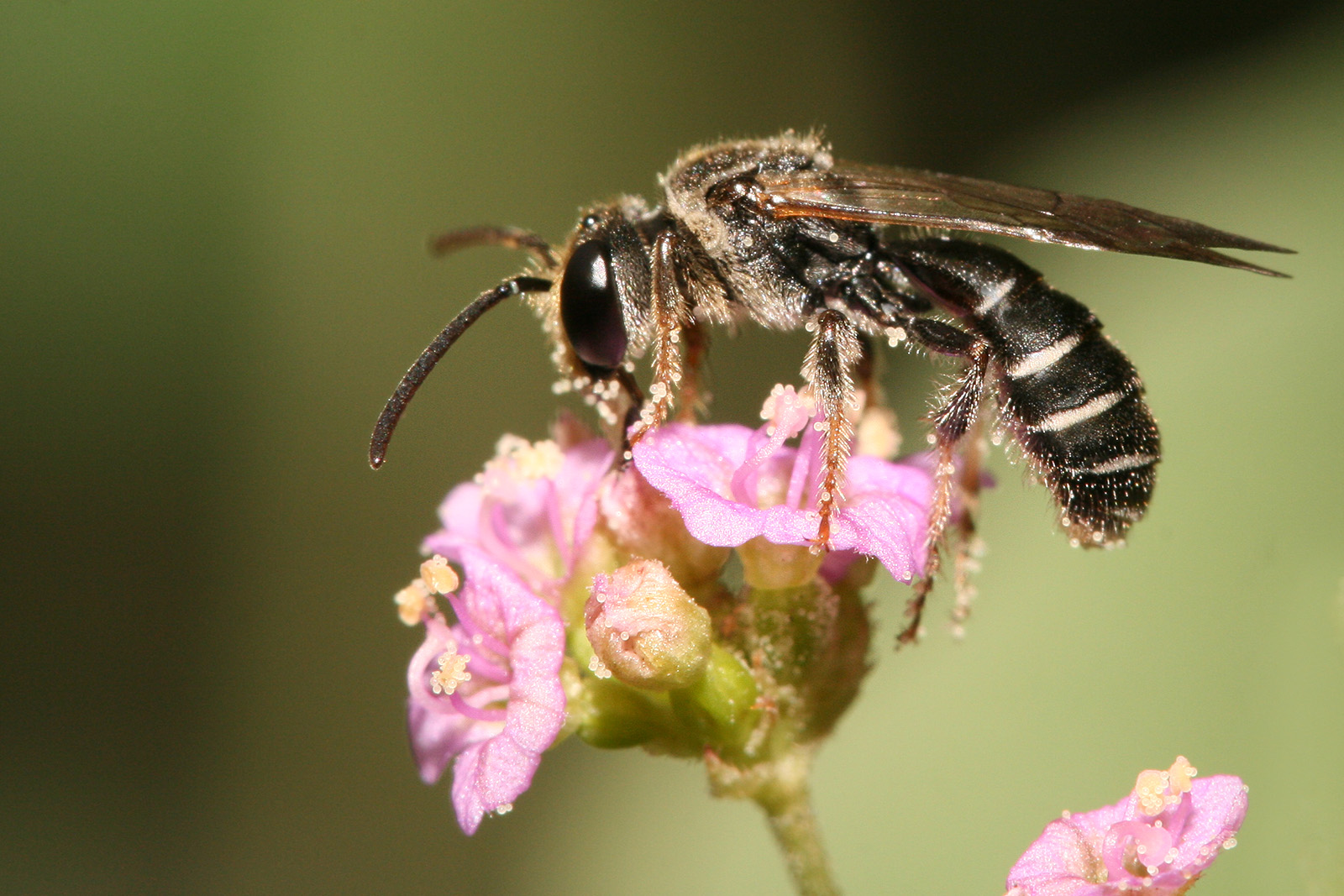
Lipotriches sp.

Diferents tipus d'abelles són els pol·linitzadors més reconeguts. Les abelles són piloses i porten una càrrega electroestàtica, les dues coses fan que el pol·len s'hi adherixi, però a més compten amb estructures al cos que les ajuden a portar pol·len coneguda com a corbícula. Els àpids Euglossini pol·linitzen les orquídies, però són mascles els que recullen olors florals més que no pas el pol·len, les femelles de les Euglossini fan de pol·linitzadores d'altres flors que no són orquídies. Les abelles eusocials, com ho són les abelles de la mel, necessiten fonts de pol·len abundants per a poder-se multiplicar.

### Abelles de la mel
L'abella de la mel es desplaça de flor a flor recollint-ne nèctar (que més tard es convertirà en mel) i grans de pol·len. Les abelles recullen el pol·len per fregament de les anteres de les flors. El pol·len es recull en les potes posteriors en l'estructura del cistell per al pol·len (corbícula). La pol·linització ocorre perquè alguns dels grans de pol·len van a parar a l'estigma de les flors.
El nèctar proporciona un aliment molt energètic i el pol·len sobretot la proteïna. Una abella que deliberadament recull pol·len és fins a 10 vegades més efectiva en la pol·linització que una que principalment reculli nèctar i només de forma no intencionada reculli pol·len.
A més de les abelles de la mel comercialment s'utilitzen altres himenòpters pol·linitzadors com els borinots (especialment sota hivernacles) o les abelles talladores de fulles (Megachile) en l'alfals (per a obteni-ne la llavor).

### Altres insectes
Els lepidòpters (papallones i les arnes) també són pol·linitzadors en menor grau. Són importants sobretot en flors silvestres i en el cas de la planta del tabac.
Molts altres insectes fan de pol·linitzadors. Les vespes (especialment les famílies Sphecidae i Vespidae), Bombyliidae i Syrphidae són importants pol·linitzadors d'algunes plantes. Els coleòpters, mosquits i fins i tot els trips o les formigues de vegades poden pol·linitzar les flors. La mosca de l'ampolla verda o mosques de la carronya són importants per algunes flors especialment per a les que exsuden una olor fètida. Alguns Bactrocera mascle són els pol·linitzadors exclusius d'orquídies silvestres Bulbophyllum. Alguns dípters poden ser els principals pol·linitzadors en zones de gran altitud mentre que el gènere de borinots Bombus són els principals pol·linitzadors entre els Apoidea, en les zones alpines o en el límit arbori o per sobre. Altres ordres d'insectes només són pol·linitzadors rarament i accidentalment com els hemípters Anthocoridae, Miridae)

### Vertebrats
Els ratpenats (quiròpters) són pol·linitzadors importants en algunes plantes de la flora tropical. Els ocells, particularment els colibrís, menjadors de mel (honeyeaters) i ocells del sol (sunbirds) també fan molta pol·linització especialment en flors de tub profund. Alteres vertebrats com els simis, lèmurs, pòssums rosegadors i llangardaixos també s'ha comporvat que pol·linitzen algunes plantes.
Els humans també poden ser pol·linitzadors, ja que en alguns casos les plantes es pol·linitzen a mà per exemple en les hibridacions intencionades per a aconseguir una línia genèticament pura o des de temps molt antics en el cas de les palmeres datileres. En el cas modern la pol·linització es fa fent servir un pinzell (típicament de pèl de dromedari) o un tros de fibra de cotó, també en el cas de la flor de la tomaquera, que s'autopol·linitza, es pot utilitzar un sacsejador o vibrador encara que els borinots són més efectius en aquesta tasca.

## Declivi dels pol·linitzadors
L'any 1999 la Convenció sobre la Diversitat Biològica de São Paulo va fer una Declaració sobre els Pol·linitzadors, reconeixent el paper crític de les espècies pol·linitzadores en mantenir la productivitat terrestre i en la supervivència davant el canvi antropogènic. Actualment es considera que els pol·linitzadors estan en declivi, algunes espècies com Bombus franklini que estaven en la llista vermella, ara estan ja en perill d'extinció. El declivi en la salut i les poblacions dels pol·linitzadors són una amenaça a la integritat de la biodiversitat i a l'alimentació. Com a mínim el 80% de les espècies cultivades requereixen la pol·linització.

## Galeria

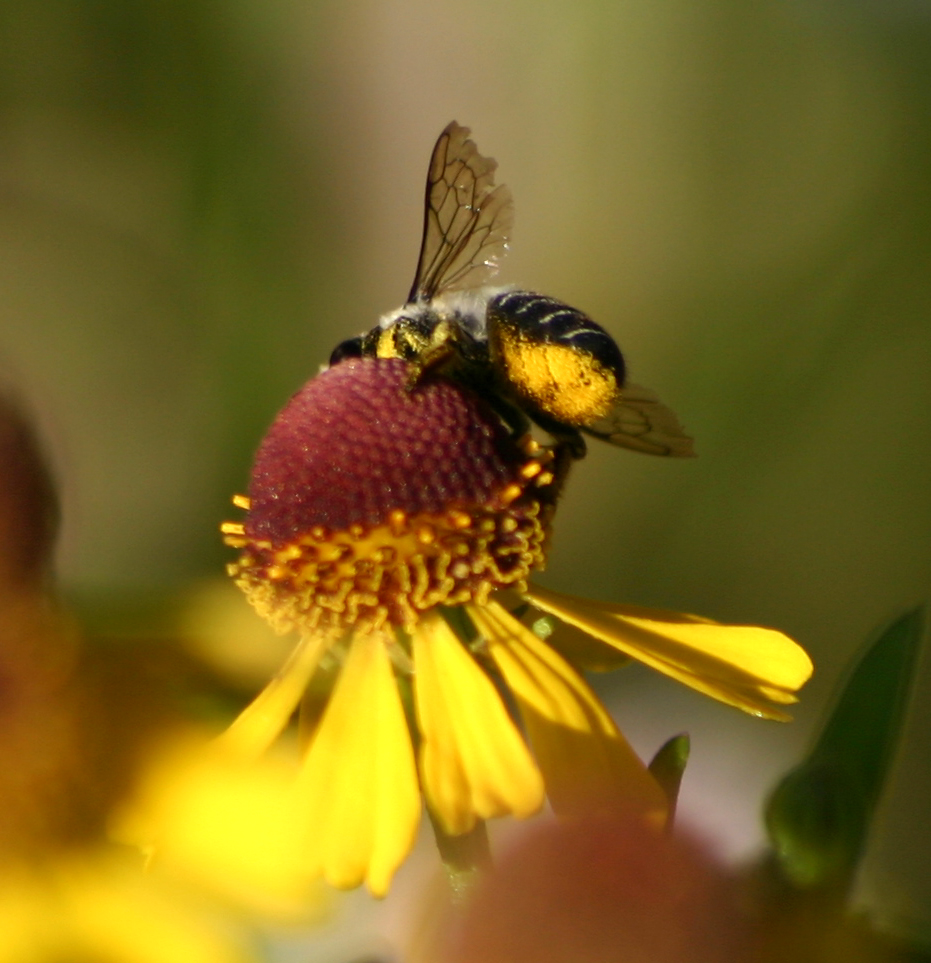
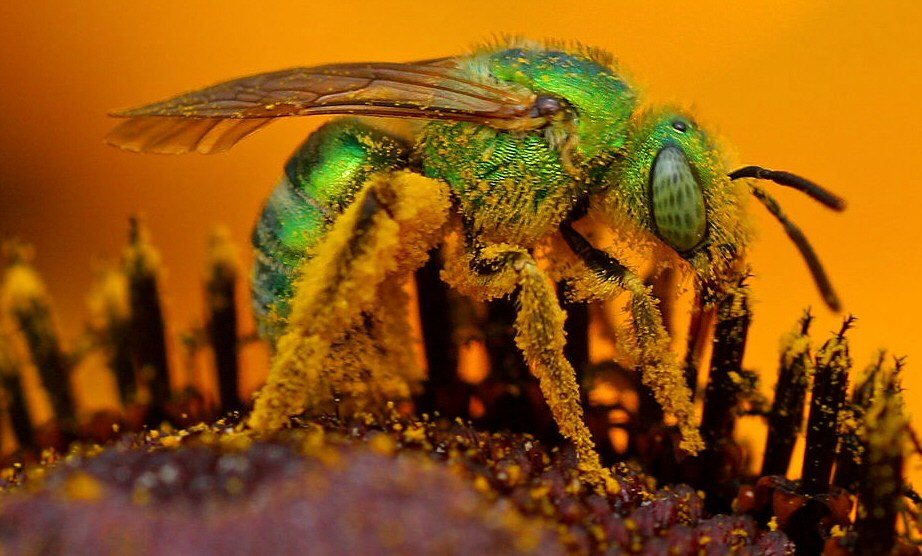
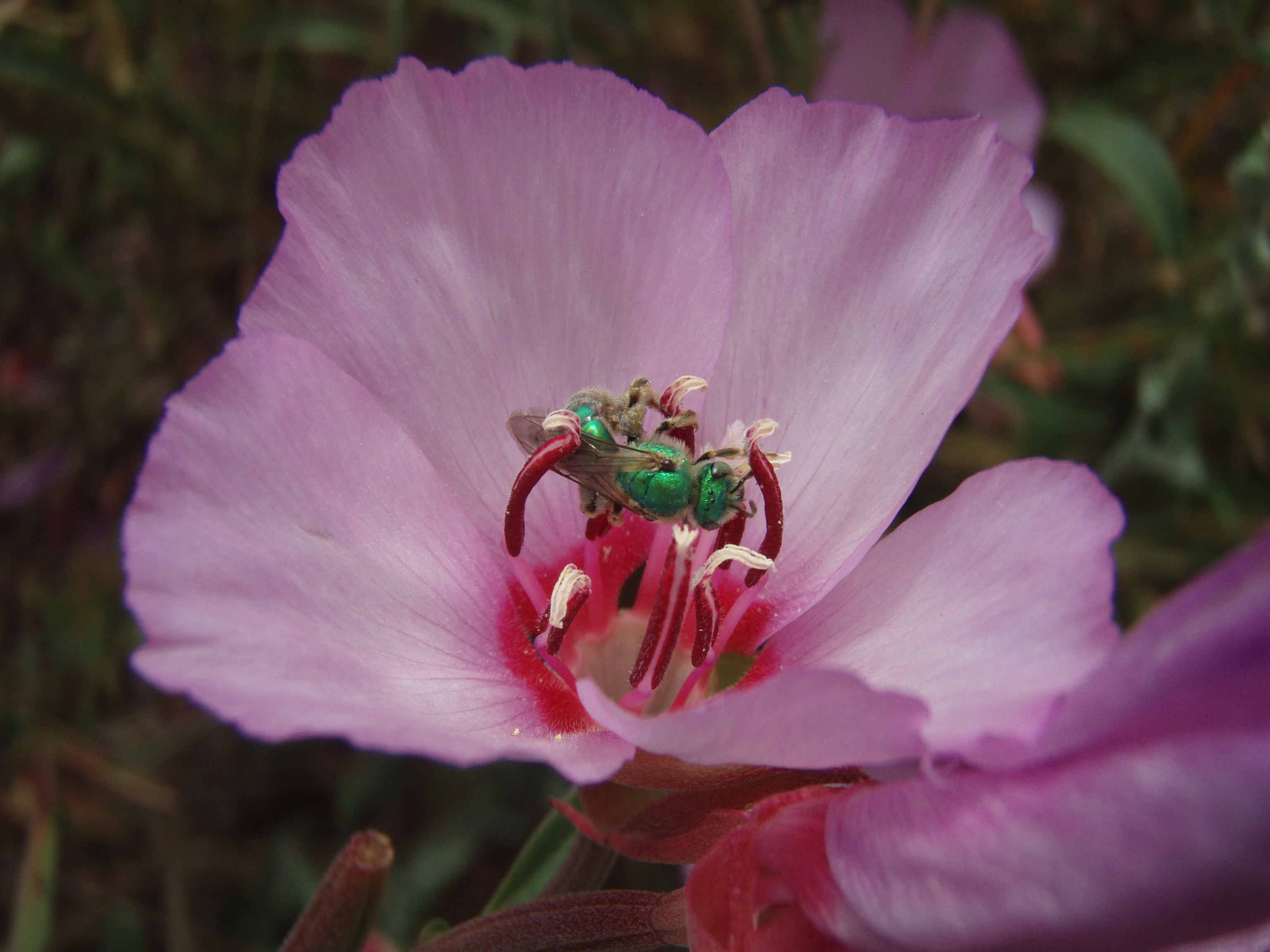